# Ловна камера
Ловната камера (наричана още фотокапан) представлява цифров фотоапарат, в който има сензори за движение и/или за топлина. В зависимост от вида на камерата тя бива снабдена със светкавица или инфрачервена подсветка.

## История
Историята на ловната камера започва от пионера в заснемането на дивите животни Джордж Ширас III в края на 19 век. През 1906 година National Geographic публикува
първите снимки от ловна камера, базирайки се на материалите на Джордж Ширас III.
Първите камери са с 35-mm лента с възможност до 36 снимки, развитието преминава през цифрови камери с инфрачервена подсветка за нощно виждане, до най-модерната за момента ловна камера с възможност за изпращане на снимката до електронна поща и/или смартфон.

## Основни параметри

### Зона на детекция
Това е зоната, в която камерата е чувствителна, т.е когато животно, човек или какъвто и да е подвижен обект навлезе в тази зона, той задейства фотокапана и бива заснет на снимка или видео. Зоната на детекция е сума от два параметъра: обхват на действие и широчина на действие.

### Обхват
Това е максималното разстояние от обектива на ловната камера, при което тя се активира при навлизането на подвижен обект. Обхватът на действие варира между 5 и 30 метра, в зависимост от модела и генерацията на ловната камера.

### Широчина на действие
Това е ъгълът в градуси, при който камерата се активира, варира в диапазон от 10 до 90 градуса. Двете величини: обхват на действие и широчина на действие формират работната площ на камерата.

### Бързодействие
Показва колко бързо се задейства камерата, при навлизането на подвижен обект в работната площ на камерата.

### Качество на снимката
Броят точки, които могат да се изобразят в хоризонтална и вертикална посока. При ловните камери бива от 1 мегапиксел (640x480) до 12 мегапиксела (4000x3000) при най-новите модели ловни камери.